# Begonia ignea
Espèce
Synonymes
- Begonia ignea var. tuberosa C.DC.[1]
- Knesebeckia ignea Klotzsch[1]

Begonia ignea est une espèce de plantes de la famille des Begoniaceae. Ce bégonia est originaire d'Amérique du Sud. L'espèce fait partie de la section Knesebeckia. Elle a été décrite en 1855 sous le basionyme de Knesebeckia ignea par Johann Friedrich Klotzsch (1805-1860), puis recombinée dans le genre Begonia en 1864 par Alphonse Pyrame de Candolle (1806-1893), à la suite des travaux de Josef Ritter von Rawicz Warszewicz. L'épithète spécifique ignea signifie « rouge feu ».

## Répartition géographique
Cette espèce est originaire des pays suivants : Costa Rica ; Guatemala.

## Liste des variétés
Selon Tropicos (6 février 2017) (Attention liste brute contenant possiblement des synonymes) :
- variété Begonia ignea var. ignea
- variété Begonia ignea var. tuberosa C. DC.